# Москит (фильм, 2020)
«Москит» (порт. Mosquito) — португало-бразильско-французская военная драма 2020 года, снятая режиссёром Жуаном Нуну Пинту.

## Сюжет
1917-й год. Первая мировая война. Молодой португальский солдат Зикариаш в составе своего подразделения отправляется воевать с Бошами и повстанцами Макуа в Мозамбик. Находясь на «чёрном континенте», молодой солдат заболевает малярией. Брошенный своим отрядом на произвол судьбы, он в одиночку пробирается через местные племена Макуа, преодолевая трудности на своём пути…

## В ролях
- Жуан Нунеш Монтейру — Зикариаш
- Жуан Лагурту — сержант Жуштину
- Филипе Даурте — лейтенант Коэльу
- Алфреду Бриту — командир
- Мигел Морейра — падре Мендеш
- Мигел Боржеш — Сабину
- Жуан Висенте — Кардозу
- Мануэл Жуан Виейра — медик
- Камане — солдат-фадист
- Вальмемар Сантош — солдат

## Съёмочная группа
- Режиссёр: Жуан Нуну Пинту
- Продюсер: Паулу Бранку
- Сценаристы: Фернанда Поляков, Гонсалу Уоддингтон, Жуан Нуну Пинту
- Оператор: Адольфо Велозо
- Композитор: Джастин Мелланд

## Награды и номинации
- Хайнаньский кинофестиваль[англ.] — номинация (2020)
- Фестиваль средиземноморских фильмов в Валенсии[исп.] — награда (2020)
- Международный кинофестиваль в Сан-Паулу[англ.] — награда (2020)
- Camerimage — номинация (2020)
- Роттердамский кинофестиваль — номинация (2020)
- Золотой глобус (Португалия)[англ.] — номинация (2021)
- Премия София[англ.] — награды и номинации (2021)[1]